# Purpurite
La purpurite è un minerale.